# El Atteuf
El Atteuf (în arabă العطاف) este o comună din provincia Ghardaïa, Algeria.
Populația comunei este de 14.752 de locuitori (2008).